# Meitetsu Tsushima-Linie
| Triebzug der Baureihe 3500 bei Aotsuka |                           |                            |                            |
| |                           |                            |                            |
| Streckenlänge: | 11,8 km                   |                            |                            |
| Spurweite: | 1067 mm (Kapspur)         |                            |                            |
| Stromsystem: | 1500 V =                  |                            |                            |
| Minimaler Radius: | 200 m                     |                            |                            |
| Streckengeschwindigkeit: | 105 km/h                  |                            |                            |
| Zweigleisigkeit: | ganze Strecke             |                            |                            |
| |                           |                            |                            |
| Gesellschaft: | Meitetsu (Nagoya Tetsudō) |                            |                            |
| \| \| \| Meitetsu Nagoya-Hauptlinie \| \| \| \| \| Biwajima-Gleisdreieck \| \| \| \| \| \| \| \| \| \| Depot Shinkawa \| \| \| \| 0,0 \| Sukaguchi (須ヶ口) \| 1914– \| \| \| \| Meitetsu Nagoya-Hauptlinie \| 1914– \| \| \| \| Gojō-gawa \| \| \| \| 2,0 \| Jimokuji (甚目寺) \| 1914– \| \| \| \| Mei-Nikan-Autobahn \| \| \| \| \| Fukuda-gawa \| \| \| \| 3,2 \| Niiya (新居屋) \| 1914–1944 \| \| \| 3,7 \| Shippō (七宝) \| 1914– \| \| \| \| Kanie-gawa \| \| \| \| 5,4 \| Kida (木田) \| 1914– \| \| \| 7,3 \| Aotsuka (青塚) \| 1914– \| \| \| \| Mukui-gawa \| \| \| \| 9,0 \| Shobata (勝幡) \| 1914– \| \| \| \| Nikkō-gawa \| \| \| \| 10,2 \| Fujinami (藤浪) \| 1914– \| \| \| \| Tsushimaguchi (津島口) \| 1915–1944 \| \| \| \| Tsushimaguchi (temporär) \| 1959 \| \| \| \| \| \| \| \| \| Meitetsu Bisai-Linie \| 1900– \| \| \| \| Depot Tsushima \| –1952 \| \| \| \| Tsushima \| 1898–1931 \| \| \| 11,8 \| Tsushima (津島) \| 1931– \| \| \| \| \| \| \| \| \| Shin-Tsushima (新津島) \| 1914–1931 \| \| \| \| Meitetsu Bisai-Linie \| 1898– \| |                           |                            |                            |
| Strecke |                           | Meitetsu Nagoya-Hauptlinie | Meitetsu Nagoya-Hauptlinie |
| Abzweig geradeaus, nach rechts und von rechts |                           | Biwajima-Gleisdreieck      | Biwajima-Gleisdreieck      |
| |                           |                            |                            |
| Abzweig geradeaus und von links · Betriebsstelle Streckenende und quer |                           | Depot Shinkawa             | Depot Shinkawa             |
| Bahnhof | 0,0                       | Sukaguchi (須ヶ口)         | 1914–                      |
| Abzweig geradeaus und nach rechts |                           | Meitetsu Nagoya-Hauptlinie | 1914–                      |
| Brücke über Wasserlauf |                           | Gojō-gawa                  | Gojō-gawa                  |
| Bahnhof | 2,0                       | Jimokuji (甚目寺)          | 1914–                      |
| |                           | Mei-Nikan-Autobahn         |                            |
| Brücke über Wasserlauf |                           | Fukuda-gawa                | Fukuda-gawa                |
| ehemaliger Haltepunkt / Haltestelle | 3,2                       | Niiya (新居屋)             | 1914–1944                  |
| Haltepunkt / Haltestelle | 3,7                       | Shippō (七宝)              | 1914–                      |
| Brücke über Wasserlauf |                           | Kanie-gawa                 | Kanie-gawa                 |
| Haltepunkt / Haltestelle | 5,4                       | Kida (木田)                | 1914–                      |
| Haltepunkt / Haltestelle | 7,3                       | Aotsuka (青塚)             | 1914–                      |
| Brücke über Wasserlauf |                           | Mukui-gawa                 | Mukui-gawa                 |
| Haltepunkt / Haltestelle | 9,0                       | Shobata (勝幡)             | 1914–                      |
| Brücke über Wasserlauf |                           | Nikkō-gawa                 | Nikkō-gawa                 |
| Haltepunkt / Haltestelle | 10,2                      | Fujinami (藤浪)            | 1914–                      |
| ehemaliger Haltepunkt / Haltestelle |                           | Tsushimaguchi (津島口)     | 1915–1944                  |
| ehemaliger Haltepunkt / Haltestelle |                           | Tsushimaguchi (temporär)   | 1959                       |
| |                           |                            |                            |
| Abzweig quer und ehemals von rechts · Abzweig geradeaus und von rechts |                           | Meitetsu Bisai-Linie       | 1900–                      |
| Abzweig geradeaus und ehemals von rechts |                           | Depot Tsushima             | –1952                      |
| Bahnhof (Strecke außer Betrieb) · Strecke |                           | Tsushima                   | 1898–1931                  |
| Strecke (außer Betrieb) · Bahnhof | 11,8                      | Tsushima (津島)            | 1931–                      |
| |                           |                            |                            |
| Strecke · Kopfbahnhof Streckenende (Strecke außer Betrieb) |                           | Shin-Tsushima (新津島)     | 1914–1931                  |
| Strecke |                           | Meitetsu Bisai-Linie       | 1898–                      |

Die Meitetsu Tsushima-Linie (jap. 名鉄津島線 Meitetsu Tsushima-sen) ist eine Eisenbahnstrecke auf der japanischen Insel Honshū, die von der Bahngesellschaft Meitetsu (Nagoya Tetsudō) betrieben wird. Westlich von Nagoya, der Hauptstadt der Präfektur Aichi, verbindet sie die Städte Kiyosu und Tsushima miteinander.

## Streckenbeschreibung
Die 11,8 km lange Strecke ist in Kapspur (1067 mm) verlegt, vollständig zweigleisig und mit 1500 V Gleichspannung elektrifiziert. Es werden acht Bahnhöfe bedient, die Höchstgeschwindigkeit beträgt 105 km/h. Der östliche Ausgangspunkt ist der Bahnhof Sukaguchi in der Stadt Kiyosu, wo die Strecke von der Meitetsu Nagoya-Hauptlinie abzweigt. Sie durchquert in Ost-West-Richtung weitestgehend flaches und stark überschwemmungsgefährdetes Gelände im westlichen Teil der Nōbi-Ebene; dabei werden auch mehrere Flüsse überbrückt. Nach dem Bahnhof Aotsuka wendet sich die Strecke nach Südwesten, wobei sie nach der Brücke über den Nikkō auf einem zweieinhalb Kilometer langen Viadukt bis zur Endstation Tsushima verläuft. Dort trifft sie auf die Meitetsu Bisai-Linie.

## Zugangebot
Der Fahrplan der Meitetsu Tsushima-Linie ist in jenen der Meitetsu Nagoya-Hauptlinie und des südlichsten Abschnitts der Meitetsu Bisai-Linie integriert. Tagsüber gibt es zwei sich überlappende Zugläufe, einerseits von Kira Yoshida über Chiryū, Meitetsu Nagoya, Sukaguchi und Tsushima nach Yatomi, andererseits von Toyoake über Meitetsu Nagoya, Sukaguchi und Tsushima nach Saya. Zusammen ergeben sie auf dem gemeinsam genutzten Abschnitt einen Viertelstundentakt. Während der Hauptverkehrszeit werden bis zu sieben Züge je Stunde angeboten. Darunter sind vereinzelte Eilzüge der Zuggattung Semi Express, die zwischen Saya und Meitetsu Nagoya mehrere Zwischenbahnhöfe überspringen und weiter nach Toyoake oder zum Flughafen Chūbu verkehren.

## Bilder

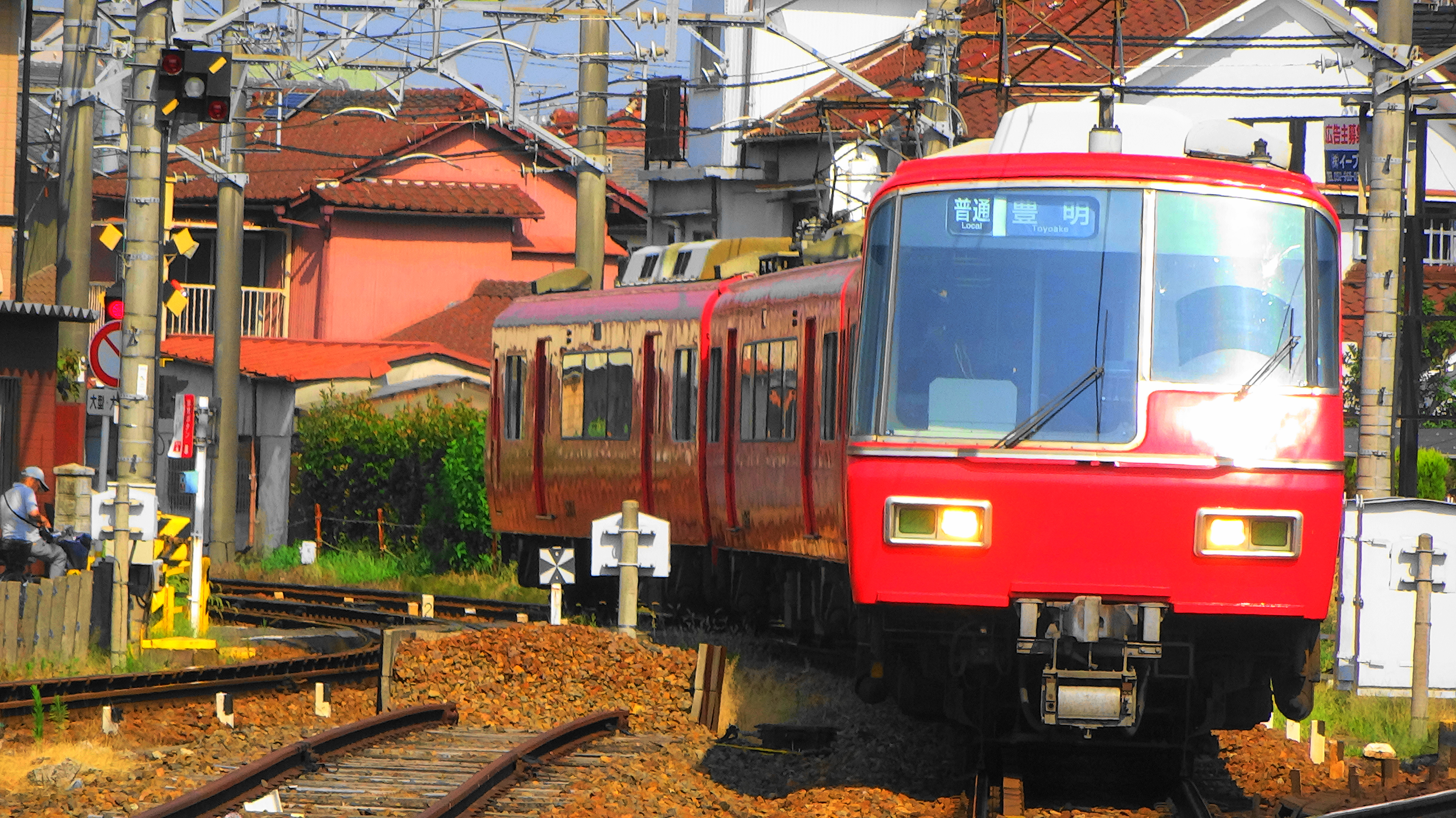
Triebwagen der Baureihe 5700 bei Sukaguchi
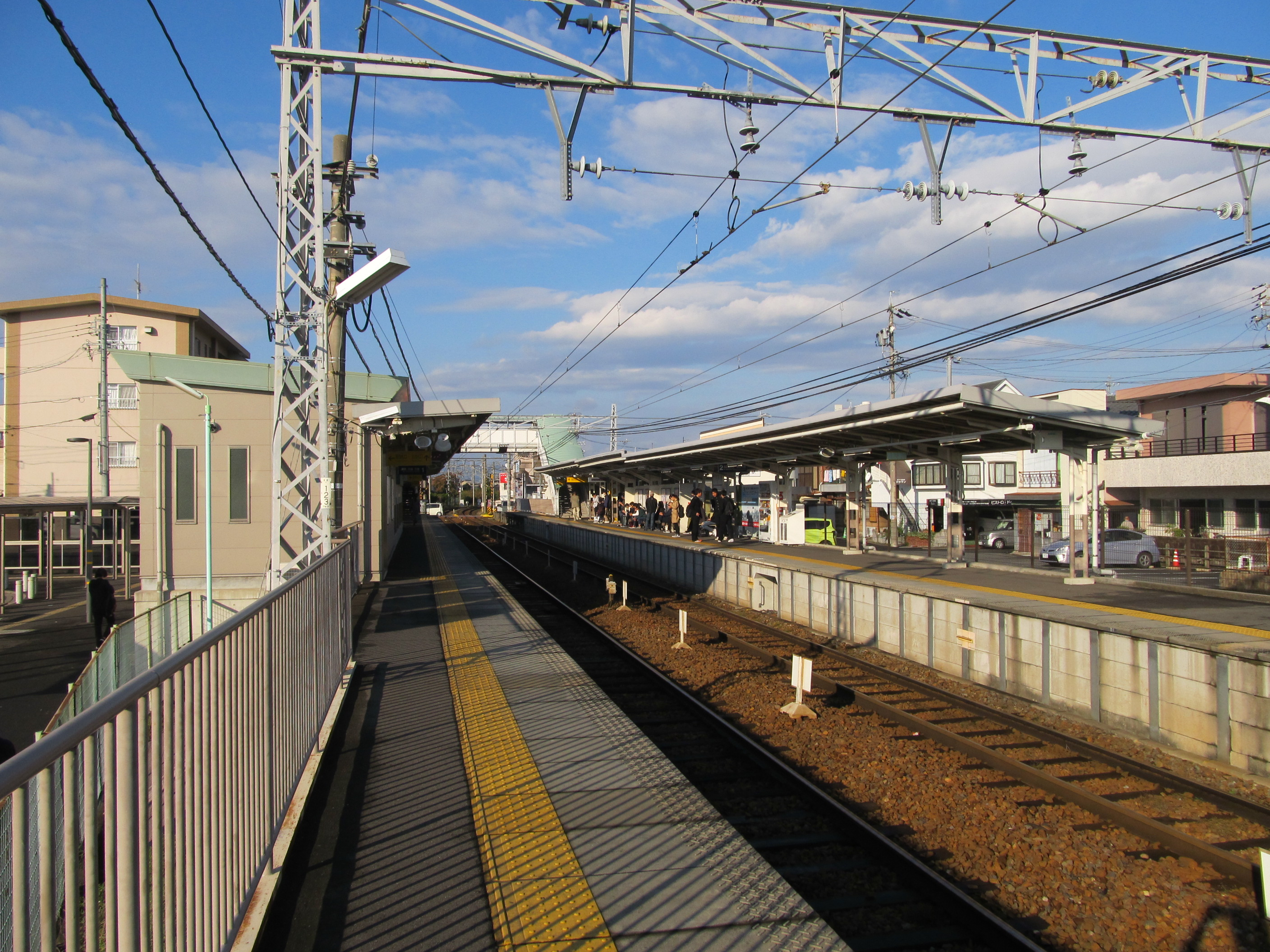
Bahnhof Kida
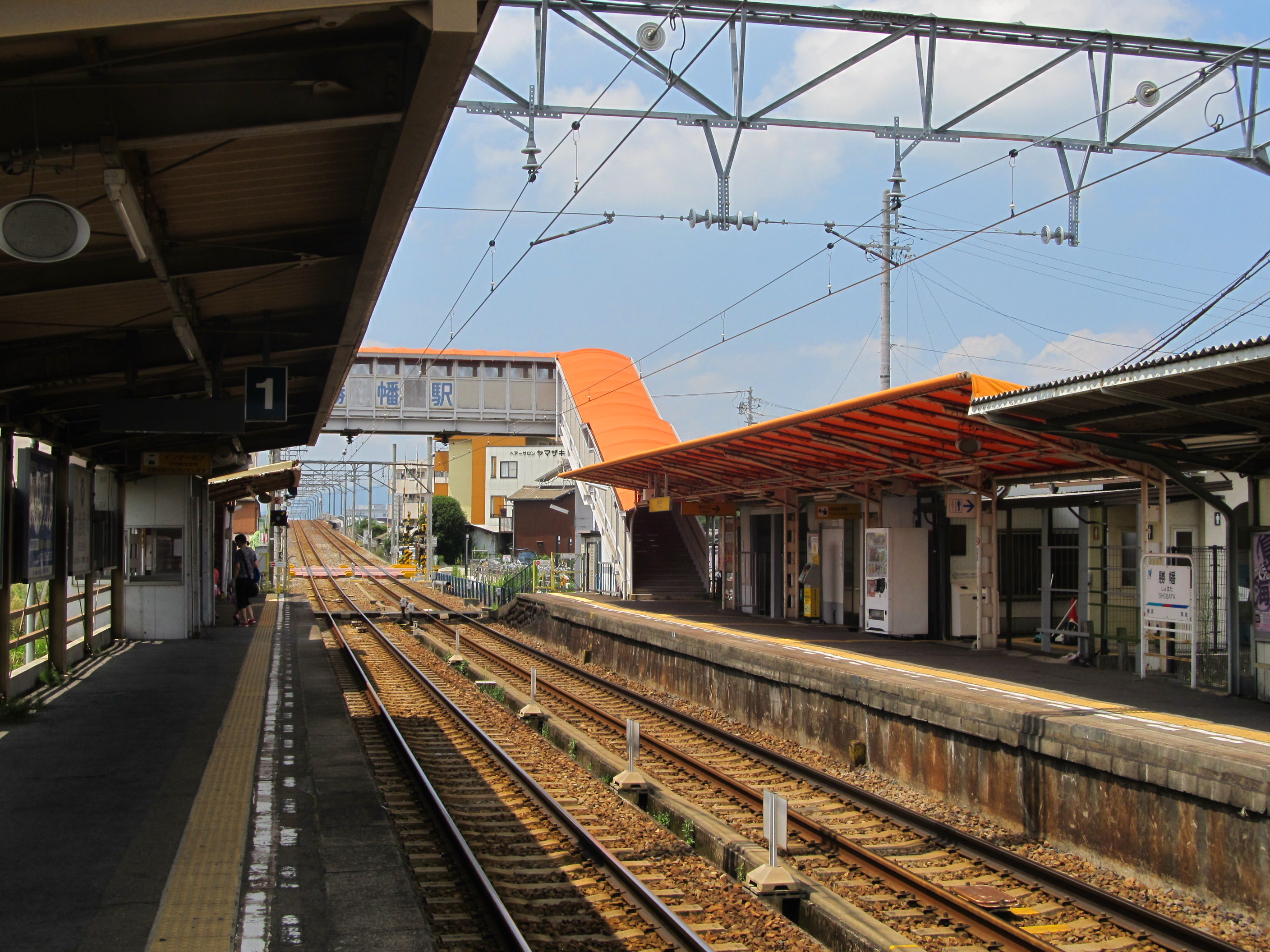
Bahnhof Shobata
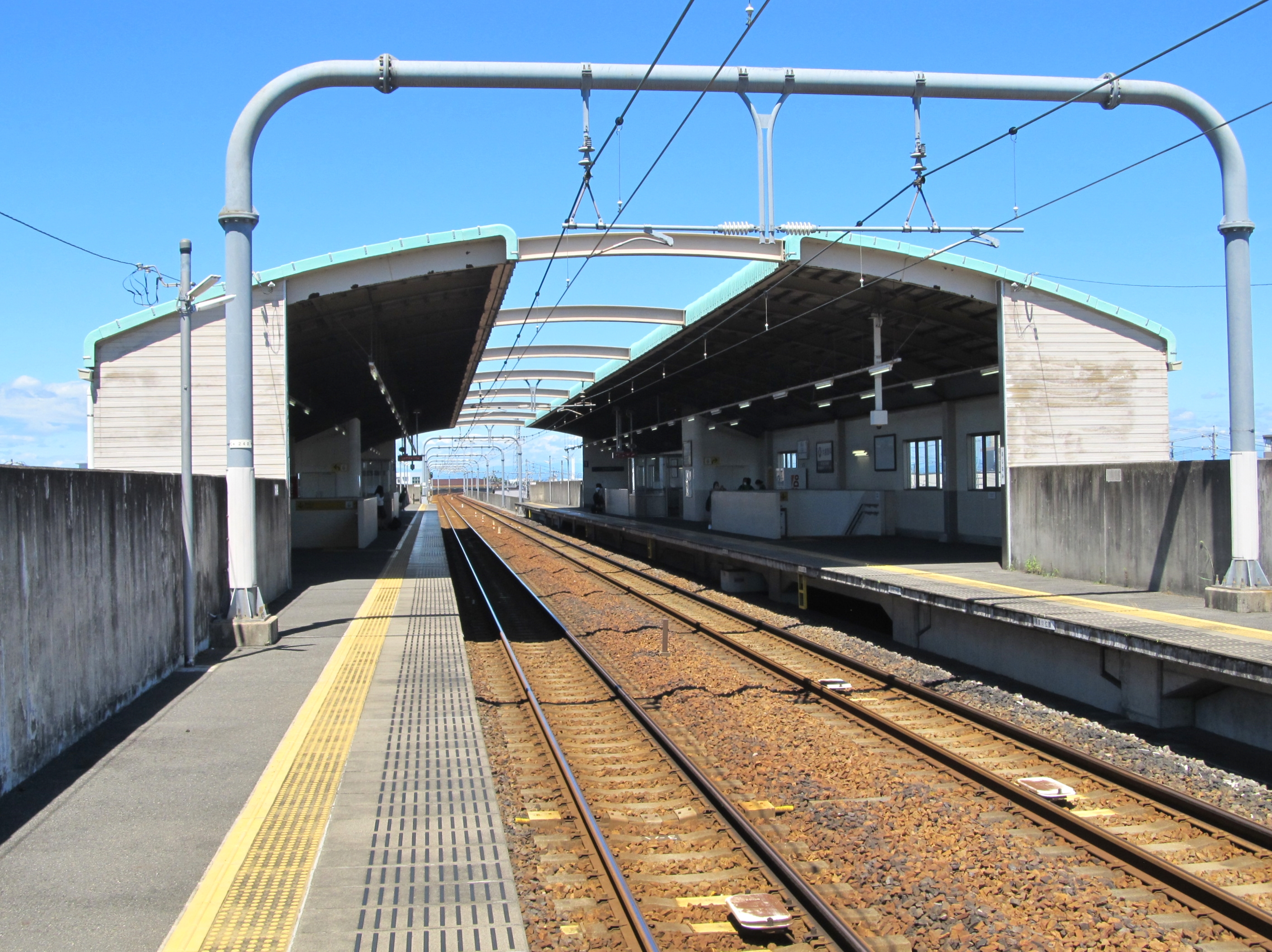
Bahnhof Fujinami
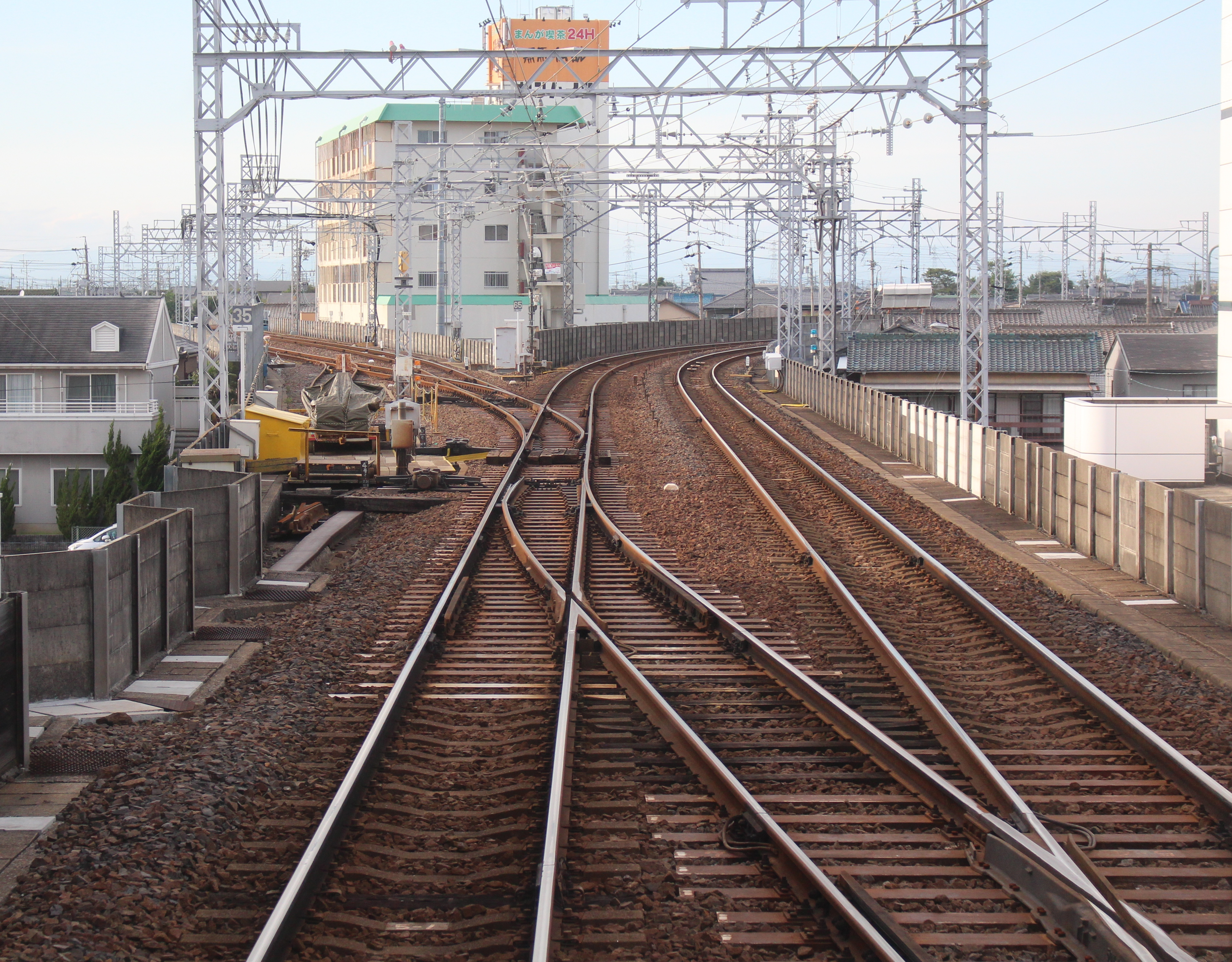
Verzweigung von Bisai-Linie und Tsushima-Linie (rechts)

## Geschichte
Seitdem die Eisenbahn Nagoya erreicht hatte, gab es Bestrebungen, den westlichen Teil der Owari-Region zu erschließen. Das Verkehrsministerium lehnte einen im Jahr 1889 eingereichten Antrag für eine elektrische Bahn von Nagoya nach Kuwana ab, da die Technologie damals noch nicht ausgereift war und das Projekt nur schwer zu realisieren gewesen wäre. Wenige Jahre später entstand die heutige Kansai-Hauptlinie, die jedoch näher an der Nordküste der Ise-Bucht verlief. Direkte Bahnverbindungen zwischen Nagoya und Tsushima scheiterten jeweils am Widerstand der einflussreichen Bahngesellschaft Kansai Tetsudō. 1898 nahm die Bahngesellschaft Bisai Tetsudō den ersten Abschnitt der späteren Bisai-Linie zwischen den Bahnhöfen Yatomi und Tsushima in Betrieb. Um nach Nagoya zu gelangen, war ein Umsteigen auf die Kansai-Hauptlinie erforderlich, weshalb sie keine Konkurrenz darstellte.
Knapp ein Jahrzehnt später erhielt die Nagoya Denki Tetsudō (die Betreiberin der Straßenbahn Nagoya) im November 1907 doch noch eine Genehmigung für den Bau einer Strecke zwischen Nagoya und Tsushima – wenn auch nicht als gewöhnliche Eisenbahn, sondern als Feldbahn. Im Oktober 1910 begannen die Vermessungsarbeiten. Durch das Inkrafttreten des neuen Kleinbahngesetzes im März 1912 war es möglich, die geplante Verbindung als elektrische Überlandstraßenbahn nach dem Vorbild amerikanischer Interurbans zu klassifizieren. Im Dezember desselben Jahres begannen die Gleisbauarbeiten in westlicher Richtung, die etwas mehr als ein Jahr dauerten. Kurz nach deren Abschluss folgte am 23. Januar 1914 die Eröffnung der Strecke zwischen dem Biwajima-Gleisdreieck und dem Bahnhof Shin-Tsushima (neben dem Bahnhof Tsushima gelegen, aber nicht mit diesem verbunden). Die Endstation der Züge in Nagoya war der zwei Monate zuvor eröffnete Bahnhof Yanagibashi.
1921 ging die Tsushima-Linie an die Nagoya Tetsudō über, 1930 an die Meigi Tetsudō. Da letztere auch Besitzerin der Bisai-Linie geworden war, integrierte sie den Bahnhof Shin-Tsushima in den Bahnhof Tsushima. Die entsprechenden Arbeiten waren am 25. Oktober 1931 abgeschlossen. 1935 übernahm die Meitetsu die Strecke und beschränkte sie am 12. August 1941 nominell auf den Abschnitt Sukaguchi–Tsushima. Grund dafür waren die Stilllegung des Bahnhofs Yanagibashi und die gleichzeitige Inbetriebnahme des Tunnelbahnhofs Shin-Nagoya (heute Meitetsu Nagoya) im Stadtzentrum von Nagoya. 1944 hob die Meitetsu die Bahnhöfe Niiya und Tsushimaguchi auf., am 12. Mai 1948 erhöhte sie die Oberleitungsspannung von 600 auf 1500 V.
Eine durch den Taifun Vera verursachte Sturmflut überschwemmte am 26. September 1959 die gesamte Strecke und richtete verheerende Schäden an. Der Bahnverkehr konnte etappenweise wieder aufgenommen werden: Am 1. Oktober zwischen Sukaguchi und Fujinami, am 10. Oktober zwischen Fujinami und dem provisorischen Haltepunkt Tsushimaguchi (nicht identisch mit dem 1944 geschlossenen Bahnhof) sowie am 14. Oktober bis Tsushima. Da es mehrere Wochen dauerte, bis die riesigen Wassermassen ins Meer abgeflossen waren, konnte der Abschnitt Fujinami–Tsushima bis zum 9. November nur bei Ebbe befahren werden. Schließlich waren die Reparaturarbeiten am 23. November abgeschlossen.
Extrem starke Regenfälle sorgten am 11. September 2000 für weitere Überschwemmungen, worauf der Betrieb auf dem Abschnitt Sukaguchi–Shiobata zwei Tage lang unterbrochen blieb. Um bei zukünftigen Hochwasserereignissen zumindest zwischen Shiobata und Tsushima einen reibungslosen Betrieb gewährleisten zu können, wurde dieser besonders gefährdete Abschnitt auf einen Viadukt verlegt, der am 13. Juli 2002 in Betrieb ging.

## Liste der Bahnhöfe
● = alle Züge halten 

Kk = Kaisoku kyūkō (Semi Express)
| Name | Name               | km   | Kk | Anschlusslinien            | Lage   | Ort      |
| ---- | ------------------ | ---- | -- | -------------------------- | ------ | -------- |
| NH42 | Sukaguchi (須ヶ口) | 00,0 | ●  | Meitetsu Nagoya-Hauptlinie | Koord. | Kiyosu   |
| TB01 | Jimokuji (甚目寺)  | 02,0 | ●  |                            | Koord. | Ama      |
| TB02 | Shippō (七宝)      | 03,7 | ǀ  |                            | Koord. | Ama      |
| TB03 | Kida (木田)        | 05,4 | ●  |                            | Koord. | Ama      |
| TB04 | Aotsuka (青塚)     | 07,3 | ǀ  |                            | Koord. | Tsushima |
| TB05 | Shobata (勝幡)     | 09,0 | ●  |                            | Koord. | Aisai    |
| TB06 | Fujinami (藤浪)    | 10,2 | ǀ  |                            | Koord. | Aisai    |
| TB07 | Tsushima (津島)    | 11,8 | ●  | Meitetsu Bisai-Linie       | Koord. | Tsushima |